# Bulbophyllum entobaptum
Bulbophyllum entobaptum là một loài thực vật có hoa trong họ Lan. Loài này được J.J.Verm. & P.O'Byrne mô tả khoa học đầu tiên năm 2008.